# Fort Europa (sång)
"Fort Europa" är en låt av Looptroop från 2005. Den finns med på bandets studioalbum Fort Europa, men utgavs också som singel samma år på Burning Heart Records. En 12" utgavs också på David vs. Goliath.

## Låtlista

### CD
1. "Fort Europa"
2. "Looptroop Radio"

### 12"

#### Sida A
1. "Fort Europa" (vocal)
2. "Fort Europa" (instrumental)
3. "Fort Europa" (acapella)

### Sida B
1. "Looptroop Radio" (vocal)
2. "Looptroop Radio" (instrumental)
3. "Looptroop Radio" (acapella)

## Listplaceringar
| Lista (2005) | Topplacering |
| ------------ | ------------ |
| Sverige      | 33           |

### Fotnoter
1. ↑  ”Fort Europa”. Discogs.com. http://www.discogs.com/Looptroop-Fort-Europa-Looptroop-Radio/release/823408. Läst 1 maj 2012.
2. ↑  Placeringar på den svenska singellistan